# Пычгынмыгытгын
Пычгынмыгытгын (Пичхинмыитхын) — озеро в Провиденском районе Чукотского автономного округа России. Расположено в межгорной впадине западней вершины Колючинской губы.
Название в переводе с чукот. Пэчгэнмыгытгын — «озеро у скалы, где добывали пищу».
Площадь водоёма 13,1 км². Площадь водосборного бассейна — 366 км². Высота над уровнем моря — 110 м. В озеро впадает Ээтикыт, Торфяной и несколько безымянных ручьёв; вытекает Кэвъянвывеем (Кэуянвувээм).
В водах озера обитает арктический голец.